# Melisa Sözen
Melisa Sözen (6. července 1985 Istanbul) je turecká herečka.
Sözen absolvovala v divadle Pera výtvarných umění College. Debutovala ve filmu Cagáň Irmak 's Bana sans Díle, a pokračovala v několika dalších filmech, jako je Okul, O Şimdi Mahkum, Cenneti Beklerken, Eve Giden Yol 1914, Para = Dolar, Casus Kizlar a Av Mevsimi.
Nejvíce ji proslavil snímek Zimní spánek, který získal Zlatou palmu na filmovém festivalu v Cannes 2014.